# الی الکساندر
اُلی الکساندر ثورتون (به انگلیسی: Oliver Alexander Thornton) (زادهٔ ۱۵ ژوئیهٔ ۱۹۹۰) بازیگر و خوانندهٔ انگلیسی است. او خوانندهٔ اصلی گروه موسیقی یرز اند یرز (به انگلیسی: years & years) است.

## حرفهٔ موسیقی

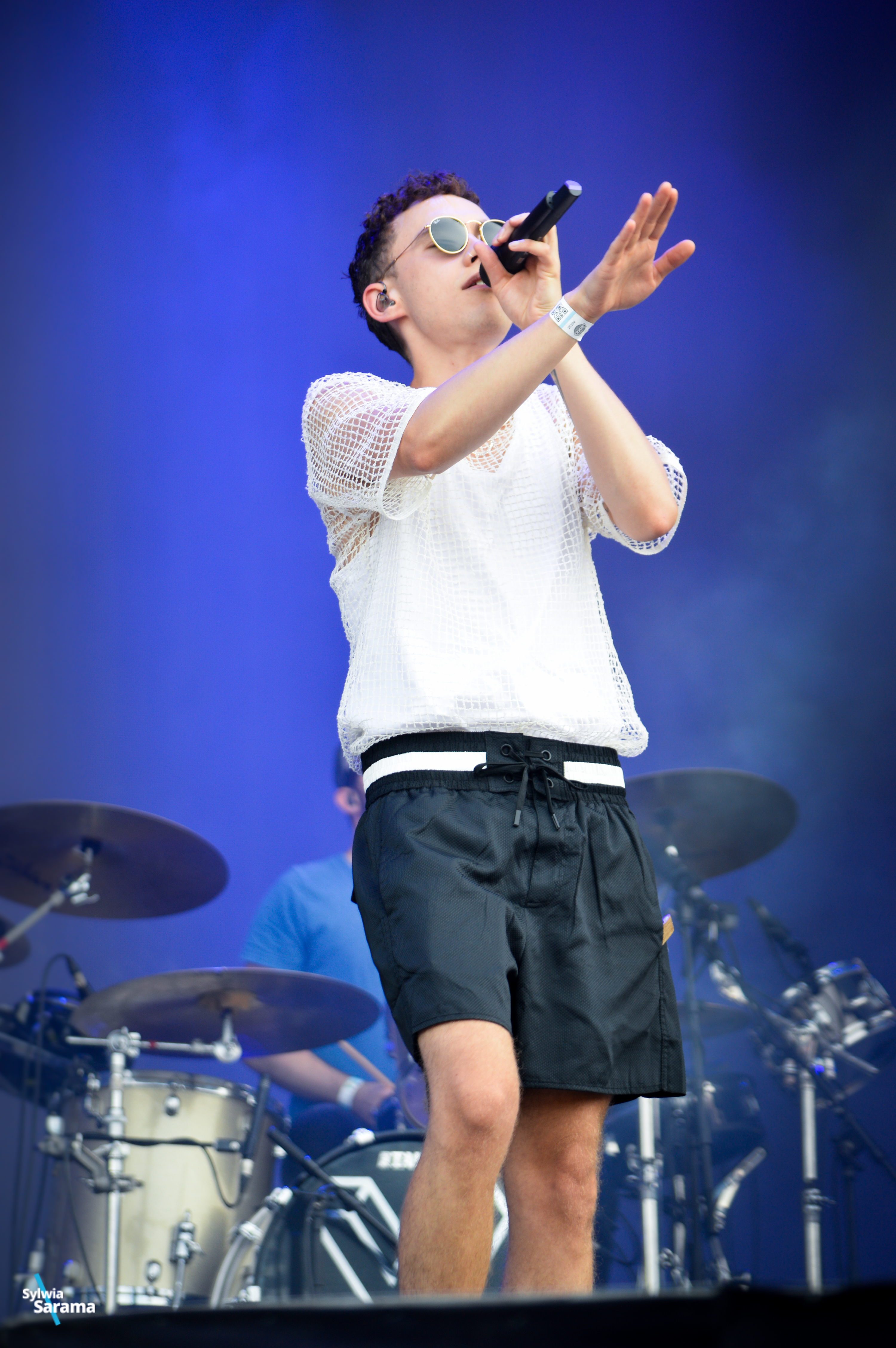
الی الکساندر

الکساندر زمانی که نوازندهٔ گیتار گروه موسیقی یرز اند یرز صدای او را در حال خواندن در حمام شنید به آن گروه پیوست. آن‌ها موفق شدند جایزهٔ «صدای سال» بی‌بی‌سی را در سال ۲۰۱۵ از آن خود کنند. آن‌ها همچنین به موفقیت‌های تجاری در بریتانیا دست یافتند و آلبوم نخستشان در جایگاه نخست جدول آلبوم‌های برتر بریتانیا جای گرفت.
الی الکساندر به عنوان یک مرد همجنس‌گرا از استفاده از ضمیر مذکر در متن ترانه‌های خوانندگان همجنس‌گرا حمایت می‌کند. او خود در ترانهٔ «واقعی» از آلبوم صمیمیت از ضمیر مذکر برای اشاره به معشوقش استفاده می‌کند.

## زندگی شخصی
الکساندر با نوازندهٔ ویولن گروه موسیقی کلین بندیت، نیل میلان امین-اسمیت در رابطه است. آن‌ها در اکتبر ۲۰۱۴ یکدیگر را در جریان تور موسیقی مشترکشان ملاقات کردند. الی و دوست پسرش در سال ۲۰۱۵ با ارسال پیامی در اینستاگرام از قانونی شدن ازدواج همجنس‌گرایان در ایرلند حمایت کردند.